# Paul Ignatius (Schiff)
Die Paul Ignatius, auch USS Paul Ignatius (Kennung: DDG-117), ist ein Lenkwaffenzerstörer der Arleigh-Burke-Klasse (Flight IIA) der United States Navy.

## Geschichte
Die Paul Ignatius wurde am 20. Oktober 2015 als Einheit der Flight IIA der Arleigh-Burke-Klasse in der Werft von Ingalls Shipbuilding auf Kiel gelegt. Namensgeber des Zerstörers ist Paul Robert Ignatius, ehemaliger United States Secretary of the Navy unter Lyndon B. Johnson. Ignatius zählt zu den wenigen Personen, nach denen ein Schiff der United States Navy zu Lebzeiten benannt wurde.
Die Paul Ignatius lief am 12. November 2016 vom Stapel. Taufpatin war Nancy W. Ignatius († 2019), die Frau des Namensgebers. Die Indienststellung des Schiffes erfolgte am 27. Juli 2019 in Port Everglades.
Ihr Heimathafen ist seit Mitte 2022 die andalusische Marinebasis Rota.
Im Zuge der Verlegung zur Marinebasis Rota wurde CIWS von der achteren zur vorderen Position verlegt und SeaRAM auf die achtere Position gesetzt.
Im Rahmen der NATO-Übung BALTOPS 2025 lag sie eine Zeit lang im Hafen von Rostock, Mecklenburg-Vorpommern.